# Экономика Гвинеи
Гвинея — преимущественно аграрная страна, богатая природными ресурсами.

## Сельское хозяйство
В сельском хозяйстве занято 76 % трудоспособного населения (2006), оно даёт около 20 % ВВП (2015). Главные потребительские культуры — рис, маниок и кукуруза. Бананы, какао, продукты масличной пальмы, ананасы и арахис идут на экспорт и выращиваются главным образом на плантациях.

## Промышленность
В промышленности занято 24 % трудоспособного населения, она даёт около 37 % ВВП.
Главная отрасль промышленности — горнодобывающая промышленность, которая почти полностью обеспечивает поступления в государственный бюджет.
Разведаны огромные и высококачественные месторождения бокситов — Дебели, Фриа, Боке и др, Гвинея располагает 2/3 мировых запасов бокситов. Имеется алюминиевый завод в г. Фриа (принадлежит РУСАЛ), продукция которого идёт на экспорт.
Имеются месторождения золота, алмазов, железных и урановых руд, меди. Добыча золота обеспечивает 1/5 экспорта.
Также есть предприятия цементной, текстильной и пищевой промышленности.

## Энергетика
В соответствии с данными UNSD и EES EAEC энергетика Гвинеи за 2019 год характеризуется следующими основными показателями. Производство органического топлива — 5197 тыс. тут. Общая поставка — 7306 тыс. тут. На преобразование на электростанциях и отопительных установках израсходовано 257 тыс. тут или 3,5 % от общей поставки. Установленная мощность — нетто электростанций — 621 МВт, в том числе: тепловые электростанции, сжигающие органическое топливо (ТЭС) — 40,9 % , возобновляемые источники энергии (ВИЭ) — 59,1 %. Производство электроэнергии-брутто — 2019 млн. кВт∙ч, в том числе: ТЭС — 36,6 % , ВИЭ — 63,4 %. Конечное потребление электроэнергии — 1676 млн. кВт∙ч, из которого: промышленность — 42,6 %, бытовые потребители — 33,9 %, коммерческий сектор и предприятия общего пользования — 23,6 %. Показатели энергетической эффективности за 2019 год: душевое потребление валового внутреннего продукта по паритету покупательной способности (в номинальных ценах) — 2507 долларов, душевое (валовое) потребление электроэнергии — 123 кВт∙ч, душевое потребление электроэнергии населением — 42 кВт∙ч. Число часов использования установленной мощности-нетто электростанций — 3187 часов.

## Транспорт
Аэропорты
- всего — 16 (2013)[1], в том числе:
  - с твёрдым покрытием — 4
  - без твёрдого покрытия — 12

Автомобильные дороги
- всего — 44 348 км (2003)[1], в том числе:
  - с твёрдым покрытием — 4342 км
  - без твёрдого покрытия — 40 006 км

Железнодорожный транспорт в Гвинее
- всего — 662 км (2014)[1]

## Торговля
- Экспорт: $1,81 млрд (2015)[1]
- Статьи экспорта: бокситы, золото, алмазы, кофе, рыба, сельскохозяйственная продукция
- Партнёры по экспорту: Южная Корея 27 %, Индия 20,9 %, Испания 6,6 %, Ирландия 5,1 %, Германия 4,4 % (2014)
- Импорт: $1,94 млрд (2015)
- Статьи импорта: нефтепродукты, металлы, машины, транспортное оборудование, текстиль, зерно
- Партнёры по импорту: Китай 18,4 %, Нидерланды 6,6 %, Индия 4,3 % (2014)